# Life Unexpected
Life Unexpected è una serie televisiva statunitense di genere family drama, trasmessa sul canale The CW dal 18 gennaio 2010 fino al 18 gennaio 2011. È stato prodotto da Best Day Ever Productions e Mojo Films in collaborazione con CBS Productions e Warner Bros. Television e trasmesso da The CW. Creato da Liz Tigelaar, che ha ricoperto il ruolo di produttrice esecutiva insieme a Gary Fleder e Janet Leahy, la serie vede come protagonisti Britt Robertson, Shiri Appleby, Kristoffer Polaha e Kerr Smith.

## Trama
Lux ha passato tutta la sua vita trasferendosi da una famiglia affidataria all'altra. Ora, arrivata a quindici anni, decide di farla finita e di chiedere di diventare una minore emancipata. Per farlo, però, dovrà rintracciare i genitori naturali, Nate Bazile, proprietario di un bar di Portland, e Cate Cassidy, affermata speaker radiofonica nella stessa città. Quando inaspettatamente il giudice nega a Lux l'emancipazione, la ragazza si ritrova affidata in custodia congiunta ai suoi genitori naturali.

## Personaggi e interpreti

### Personaggi regolari
- Lux Cassidy, interpretata da Brittany Robertson, doppiata da Valentina Favazza.
- Catherine "Cate" Cassidy, interpretata da Shiri Appleby, doppiata da Ilaria Latini.
- Nate "Baze" Bazile, interpretata da Kristoffer Polaha, doppiato da Alessio Cigliano.
- Matthew "Math" Rogers, interpretato da Austin Basis, doppiato da Luigi Ferraro.
- Ryan Thomas, interpretato da Kerr Smith, doppiato da Stefano Crescentini.

### Personaggi ricorrenti
- Natasha "Tasha" Saviac (stagioni 1-2), interpretata da Ksenia Solo, doppiata da Francesca Manicone.
- Jamie (stagioni 1-2), interpretato da Reggie Austin, doppiato da Edoardo Stoppacciaro.
- Bobby "Bug" Guthrie (stagioni 1-2), interpretato da Rafi Gavron, doppiato da Fabrizio De Flaviis.
- Jones Mager (stagioni 1-2), interpretato da Austin Butler, doppiato da Lorenzo De Angelis.
- Jack Bazile (stagioni 1-2), interpretato da Robin Thomas, doppiato da Fabrizio Pucci.
- Laverne Cassidy (stagioni 1-2), interpretata da Cynthia Stevenson, doppiata da Paola Giannetti.
- Alice (stagioni 1-2), interpretata da Erin Karpluk, doppiata da Laura Lenghi.
- Abby Cassidy (stagioni 1-2), interpretata da Alexandra Breckenridge, doppiata da Valentina Mari.
- Eric Daniels (stagione 2), interpretato da Shaun Sipos, doppiato da Gabriele Lopez.
- Paige Thomas (stagione 2), interpretata da Arielle Kebbel, doppiata da Claudia Razzi.
- Emma Bradshaw (stagione 2), interpretata da Emma Caulfield, doppiata da Francesca Fiorentini.
- Kelly Campbell (stagione 2), interpretata da Amy Price-Francis, doppiata da Roberta Paladini.
- Sam Bradshaw (stagione 2), interpretato da Landon Liboiron, doppiato da Emiliano Coltorti.
- Julia (stagione 2), interpretata da Jaime Ray Newman, doppiata da Sabrina Duranti.

## Episodi
| Stagione         | Episodi | Prima TV originale | Prima TV Italia |
| ---------------- | ------- | ------------------ | --------------- |
| Prima stagione   | 13      | 2010               | 2010            |
| Seconda stagione | 13      | 2010-2011          | 2011            |

## Produzione e distribuzione
In corso di produzione, la serie ha più volte cambiato titolo: presentata come Light Years ad inizio 2009, è stata poi chiamata LUX nell'aprile successivo. Rinominata poi Life Unexpected, è stata però presentata agli upfront di maggio con il titolo Parental Discretion Advised. Un mese dopo, The CW ha riportato la serie al titolo precedente, ma con una grafia leggermente diversa (Life UneXpected), fino ad arrivare al titolo attuale.
A novembre 2010 l'emittente televisiva The CW ha deciso di non rinnovare lo show per una terza stagione a causa di bassi ascolti. La prima e seconda stagione sono entrambe composte da 13 episodi.
In Italia è stata trasmessa su Rai 2 dal 2 ottobre 2010, e su Rai 4 dal 2 gennaio 2011. I titoli degli episodi in inglese sono formati sempre da due parole, la seconda è un verbo al passato. Questa caratteristica non si riscontra nei titoli italiani.

## Crossover -One Tree Hill
Nel quinto episodio della seconda stagione intitolato Il concerto, sono comparsi i personaggi della serie One Tree Hill, ovvero Haley Scott (Bethany Joy Lenz) e Mia Catalano (Kate Voegele), infatti quello è stato un episodio crossover in coerenza con l'ottava stagione della serie.